# Axminster
Axminster – miasto w Wielkiej Brytanii, w Anglii w hrabstwie Devon, przy wschodniej granicy hrabstwa, nad rzeką Axe, przy linii kolejowej Exeter – Salisbury. Miasto dało nazwę typowi dywanów produkowanych w tym mieście, dziś na całym świecie.
W mieście jest stacja kolejowa Axminster.

## Historia
Pierwsze wzmianki o mieście pochodzą z początków IV wieku, choć miasto we współczesnym rozumieniu powstało w VII wieku. W XVIII wieku.  W Domesday Book z roku 1086 miasto nosiło nazwę Aixeministra - co znaczyło "klasztor dużego kościoła nad rzeką Axe" i z językoznawczego punktu widzenia jest mieszaniną języków: celtyckiego i angielskiego. W roku 1755 w mieście rozpoczęto produkcję dywanów z owczej wełny, którą zapoczątkował Thomas Whitty. Choć przemysł upadł pod koniec XIX wieku, w roku 1937 zapadła decyzja o przywróceniu w mieście tkactwa. 

## Miasto partnerskie
- Douvres-la-Délivrande